# Цветовая субдискретизация
Цветовая субдискретизация (англ. Chroma subsampling) — технология кодирования изображений, при которой показатели яркости сохраняются для каждого пикселя, а данные о цвете — для групп пикселей, так частота выборки цветоразностных сигналов может быть меньше частоты выборки яркостного сигнала. Основана на особенности человеческого зрения, выраженной большей чувствительностью к перепадам яркости, чем цвета. Цветовая субдискретизация является важным способом снижения размера цифрового потока видеоданных (цифровое сжатие видеоинформации). Используется в системах аналогового и цифрового телевидения, цифровой видеозаписи и алгоритмах сжатия изображений, таких как JPEG.
На практике кодирование изображений осуществляется уменьшением разрешения в цветоразностных каналах при сохранении разрешения в канале яркости.

## История
Метод был впервые разработан в 1950-х Альдой Бедфордом для системы цветного телевидения компании RCA. Позже он получил своё развитие в стандарте NTSC. Впрочем, принцип разделения яркости и информации о цвете был придуман ещё раньше — в 1938 году Джорджесом Валенси.

## Введение
Для совместимости с чёрно-белым телевизионным сигналом и для возможности уменьшения полосы частот, требуемой для передачи цветностной информации, в цветном телевидении используются специальные схемы суммирования трёх составляющих видеосигнала {\displaystyle Y'} — означает яркость, а {\displaystyle R-Y'} и {\displaystyle B-Y'} — так называемые цветоразностные сигналы. Для перевода компонентного видеосигнала в цифровую форму в соответствии с рекомендациями ITU-R 601 применяется кодирование по следующим формулам:
{\displaystyle {\begin{aligned}Y'&=0.299\cdot R'+0.587\cdot G'+0.114\cdot B'\\C_{R}&=0.713\cdot (R'-Y')\\C_{B}&=0.564\cdot (B'-Y')\end{aligned}}}
При передаче таких сигналов возможно восстановление исходных составляющих цветов: красной ({\displaystyle R}), синей ({\displaystyle B}) и зелёной ({\displaystyle G}), которые используются в большинстве систем отображения видеоинформации.
При {\displaystyle Y'}, {\displaystyle C_{r}}, {\displaystyle C_{b}} представлении видеосигнала цветоразностные компоненты {\displaystyle C_{r}}, {\displaystyle C_{b}} передаются с пространственным разрешением, в два раза меньшим разрешения по яркостному сигналу, при этом частота дискретизации для яркостного сигнала {\displaystyle Y'} устанавливается равной 13,5 МГц, что в два раза больше, чем для цветоразностных сигналов {\displaystyle C_{r}} и {\displaystyle C_{b}} — 6,75 МГц. Для цифровых стандартов принято базовое значение частоты дискретизации, равное 3,375 МГц, таким образом, частоты дискретизации яркостного и двух цветоразностных сигналов будут находиться в соотношении 4:2:2.
Для сигналов ТВЧ, согласно части II Рекомендации ITU-R 709-3, установлены частоты дискретизации сигналов яркости 74,25 МГц и цветности 37,125 МГц.

## Форматы субдискретизации
Структура дискретизации сигнала обозначается как соотношение между тремя частями {\displaystyle X}:{\displaystyle a}:{\displaystyle b} (например, 4:2:2), описывающими число выборок яркостных и цветоразностных сигналов. Также иногда используется обозначение с четырьмя частями (4:2:2:4), где четвёртая цифра, если она включена, должна быть идентична первой цифре, указывающая на наличие сигнала четвёртого канала, содержащего информацию прозрачности (альфа-канал). Этими частями являются:
- {\displaystyle X} — частота дискретизации яркостного канала, выраженная коэффициентом базовой частоты (ширина макропикселя);
- {\displaystyle a} — число выборок цветоразностных сигналов ({\displaystyle C_{r}}, {\displaystyle C_{b}}) в горизонтальном направлении в первой строке;
- {\displaystyle b} — число (дополнительных) выборок цветоразностных сигналов ({\displaystyle C_{r}}, {\displaystyle C_{b}}) во второй строке;
- {\displaystyle \alpha } — частота дискретизации альфа-канала (по отношению к первой цифре). Может быть опущена, если альфа-компонент отсутствует, и равна {\displaystyle X} при его наличии.

|          | 4:1:1                                                        | 4:1:1                                                        | 4:1:1                                                        | 4:1:1                                                        |                                                              |                                                          | 4:2:0                                                    | 4:2:0                                                    | 4:2:0                                                    | 4:2:0                                                    |                                                              |                                                              | 4:2:2                                                        | 4:2:2                                                        | 4:2:2                                                        | 4:2:2                                                            |                                                                  |                                                                  | 4:4:4                                                            | 4:4:4                                                            | 4:4:4 | 4:4:4 |  |
| Y'CrCb   |                                                              |                                                              |                                                              |                                                              |                                                              |                                                          |                                                          |                                                          |                                                          |                                                          |                                                              |                                                              |                                                              |                                                              |                                                              |                                                                  |                                                                  |                                                                  |                                                                  |                                                                  |       |       |  |
|          |                                                              |                                                              |                                                              |                                                              |                                                              |                                                          |                                                          |                                                          |                                                          |                                                          |                                                              |                                                              |                                                              |                                                              |                                                              |                                                                  |                                                                  |                                                                  |                                                                  |                                                                  |       |       |  |
|          | =                                                            | =                                                            | =                                                            | =                                                            |                                                              | =                                                        | =                                                        | =                                                        | =                                                        |                                                          | =                                                            | =                                                            | =                                                            | =                                                            |                                                              | =                                                                | =                                                                | =                                                                | =                                                                |                                                                  |       |       |  |
| Y'       |                                                              |                                                              |                                                              |                                                              |                                                              |                                                          |                                                          |                                                          |                                                          |                                                          |                                                              |                                                              |                                                              |                                                              |                                                              |                                                                  |                                                                  |                                                                  |                                                                  |                                                                  |       |       |  |
|          |                                                              |                                                              |                                                              |                                                              |                                                              |                                                          |                                                          |                                                          |                                                          |                                                          |                                                              |                                                              |                                                              |                                                              |                                                              |                                                                  |                                                                  |                                                                  |                                                                  |                                                                  |       |       |  |
|          | +                                                            | +                                                            | +                                                            | +                                                            |                                                              | +                                                        | +                                                        | +                                                        | +                                                        |                                                          | +                                                            | +                                                            | +                                                            | +                                                            |                                                              | +                                                                | +                                                                | +                                                                | +                                                                |                                                                  |       |       |  |
|          | 1                                                            | 2                                                            | 3                                                            | 4                                                            | X = 4                                                        | 1                                                        | 2                                                        | 3                                                        | 4                                                        | X = 4                                                    | 1                                                            | 2                                                            | 3                                                            | 4                                                            | X = 4                                                        | 1                                                                | 2                                                                | 3                                                                | 4                                                                | X = 4                                                            |       |       |  |
| (Cr, Cb) | 1                                                            | 1                                                            | 1                                                            | 1                                                            | a = 1                                                        | 1                                                        | 1                                                        | 2                                                        | 2                                                        | a = 2                                                    | 1                                                            | 1                                                            | 2                                                            | 2                                                            | a = 2                                                        | 1                                                                | 2                                                                | 3                                                                | 4                                                                | a = 4                                                            |       |       |  |
| (Cr, Cb) | 1                                                            | 1                                                            | 1                                                            | 1                                                            | b = 1                                                        |                                                          |                                                          |                                                          |                                                          | b = 0                                                    | 1                                                            | 1                                                            | 2                                                            | 2                                                            | b = 2                                                        | 1                                                                | 2                                                                | 3                                                                | 4                                                                | b = 4                                                            |       |       |  |
|          | ¼ горизонтального разрешения, полное вертикальное разрешение | ¼ горизонтального разрешения, полное вертикальное разрешение | ¼ горизонтального разрешения, полное вертикальное разрешение | ¼ горизонтального разрешения, полное вертикальное разрешение | ¼ горизонтального разрешения, полное вертикальное разрешение | ½ горизонтального разрешения, ½ вертикального разрешения | ½ горизонтального разрешения, ½ вертикального разрешения | ½ горизонтального разрешения, ½ вертикального разрешения | ½ горизонтального разрешения, ½ вертикального разрешения | ½ горизонтального разрешения, ½ вертикального разрешения | ½ горизонтального разрешения, полное вертикальное разрешение | ½ горизонтального разрешения, полное вертикальное разрешение | ½ горизонтального разрешения, полное вертикальное разрешение | ½ горизонтального разрешения, полное вертикальное разрешение | ½ горизонтального разрешения, полное вертикальное разрешение | полное горизонтальное разрешение, полное вертикальное разрешение | полное горизонтальное разрешение, полное вертикальное разрешение | полное горизонтальное разрешение, полное вертикальное разрешение | полное горизонтальное разрешение, полное вертикальное разрешение | полное горизонтальное разрешение, полное вертикальное разрешение |       |       |  |

### 4:4:4
Каждая из трех компонент {\displaystyle Y'C_{b}C_{r}} имеет одинаковую частоту дискретизации. Эта схема иногда используется в дорогих сканерах и кинематографическом постпродакшн производстве. Как правило, для предоставления такой пропускной способности используется двухканальный интерфейс HD-SDI стандарта SMPTE 372M. Первое подключение — для передачи сигнала 4:2:2, второе подключение — для сигнала 0:2:2, в сочетании будет передано 4:4:4.
Стоит отметить, что под «4:4:4» может пониматься цветовое пространство R'G'B', которое вовсе не имеет цветовой субдискретизации. Видеоформаты, такие как HDCAM SR, могут записывать цифровой видеосигнал с частотой выборки 4:4:4 {\displaystyle R'G'B'} посредством двухканального HD-SDI.

### 4:2:2
Используется в научных исследованиях, профессиональных системах и формате MPEG-2. Рекомендация 601 определяет стандарт полного цифрового видеосигнала с соотношением частот дискретизации яркостного и цветоразностных сигналов как 4:2:2. В каждой строке передается полный сигнал яркости, а для цветоразностных сигналов производится выборка каждого второго отсчета. Таким образом, цветовое горизонтальное разрешение снижается вдвое.

### 4:2:1
Этот режим также определен технически. Используется в ограниченном наборе аппаратных и программных кодеров.

### 4:1:1
В соотношении 4:1:1 горизонтальное разрешение цветоразностных сигналов снижается до четверти от полного разрешения сигнала яркости, также полоса пропускания сужается (пропускная способность увеличивается) в два раза по сравнению с режимом без субдискретизации. Первоначально 4:1:1 применялся в формате DV, который не считался вещательным и был единственным приемлемым форматом видеозаписи для низкобюджетных и потребительских приложений. В настоящее время DV-формат (с выборкой 4:1:1) используется профессионально для производства новостей и воспроизведения видео при помощи серверов.
В системе NTSC, если частота дискретизации яркости равна 13,5 МГц, то это означает, что каждый из сигналов {\displaystyle C_{r}} и {\displaystyle C_{b}} будет дискретизован с частотой 3,375 МГц, что соответствует максимальной пропускной способности частоты Найквиста 1,6875 МГц, в то время как традиционный «NTSC кодер высокого класса аналогового вещания» будет иметь частоту Найквиста 1,5 МГц и 0,5 МГц для I/Q каналов. Однако в большинстве единиц оборудования, особенно в дешевых телевизорах и VHS-/Betamax-видеомагнитофонах, каналы цветности имеют пропускную способность только 0,5 МГц для {\displaystyle C_{r}} и {\displaystyle C_{b}} (что эквивалентно для I/Q). Таким образом, система фактически обеспечивает увеличенную пропускную способность цвета по сравнению с лучшими композитными аналоговыми спецификациями для NTSC, несмотря на то, что используется только 1/4 от полной полосы частот цветовой составляющей «полного» цифрового сигнала. Форматы, которые используют 4:1:1, включают в себя:
- DVCPRO (NTSC и PAL);
- NTSC DV и DVCAM;
- D-7.

### 4:2:0
Различные варианты 4:2:0 конфигураций можно найти в:
- В стандартах кодирования видео ИСО/МЭК, MPEG, МСЭ-Т и Группы экспертов кодирования видео «H.26x», включая реализации H.262/MPEG-2 Part 2, такие как DVD (хотя некоторые профили MPEG-4 Part 2 и H.264/MPEG-4 AVC позволяют кодировать со структурой выборки более высокого качества, например, такой как 4:4:4)
- PAL DV и DVCAM
- HDV
- AVCHD и AVC-Intra 50
- Apple Intermediate Codec
- Наиболее распространенные реализации JPEG / JFIF и MJPEG
- VC-1

Для цветоразностных компонентов {\displaystyle C_{b}} и {\displaystyle C_{r}} при дискретизации отбрасывается каждый второй отсчёт по горизонтали и по вертикали. Есть три варианта схем 4:2:0, имеющих различные горизонтальные и вертикальные размещения отсчётов:
- Отсчёты цветоразностных компонентов в формате 4:2:0, принятом в системе компрессии MPEG-2, не совмещены с отсчётами яркостной составляющей.
- В JPEG / JFIF, H.261 и MPEG-1, {\displaystyle C_{b}} и {\displaystyle C_{r}} совмещены и располагаются между альтернативными отсчетами яркости.
- В 4:2:0 DV, отсчёты цветоразностных компонентов {\displaystyle C_{b}} и {\displaystyle C_{r}} совмещены с отсчётами яркостной составляющей изображения, может быть получен из прототипной структуры 4:2:2 путём поочередного исключения одного цветоразностного компонента в каждой второй строке каждого поля.

Этот вид обработки данных особенно хорошо подходит для цветных систем PAL и SECAM. Большинство цифровых видео форматов PAL используют соответственно 4:2:0, за исключением DVCPRO25, который использует 4:1:1. Оба варианта 4:1:1 и 4:2:0 вдвое снижают требования к пропускной способности по сравнению с представлением без субдискретизации.

### 4:1:0
Поддерживается некоторыми кодеками, но используется не слишком широко. При этом соотношении коэффициентов используется половина вертикального и четверть горизонтального цветового разрешения, и лишь одна восьмая часть от полосы пропускания максимального цветового разрешения.

### 3:1:1
Используется в формате видеозаписи высокой чёткости Sony HDCAM (не HDCAM SR). В горизонтальном направлении производится выборка отсчетов сигнала яркости на три четверти от полной частоты дискретизации HD — 1440 выборок в строке против 1920 в HDCAM SR. В вертикальном направлении, как в канале яркости, так и в канале цветности, производится полная дискретизация HD (1080 отсчетов).

## Терминология
Термин Y'UV относится к аналоговой схеме кодирования, в то время как Y'CbCr ссылается на цифровые схемы кодирования. Одно из различий между ними в том, что набор коэффициентов компонентов цветности {\displaystyle U}, {\displaystyle V} и {\displaystyle C_{b}}, {\displaystyle C_{r}} различен. Однако термин YUV часто используется ошибочно при обращении к кодировке Y'CbCr. Следовательно, выражения типа «4:2:2 YUV» всегда относятся к «4:2:2 Y'CbCr», так как просто нет такого понятия, как 4:x:x в аналоговой кодировке, например, YUV.
Также термином яркость и символом {\displaystyle Y} часто пользуются ошибочно, обращаясь к яркости, которая обозначается символом {\displaystyle Y'}. Обратите внимание, что яркость ({\displaystyle Y'}), принятая у видеоинженеров, отклоняется от яркости ({\displaystyle Y}) в колориметрии (как определено в CIE). Яркость (в ТВ) формируется как взвешенная сумма компонентов RGB с гамма-коррекцией (трёхцветной). Яркость формируется как взвешенная сумма линейных (трёхцветной) компонентов RGB.
На практике CIE символ {\displaystyle Y} часто неправильно используется для обозначения яркости. В 1993 году SMPTE принятое Руководство для инженеров EG 28 уточняет два термина. Обратите внимание, что символ {\displaystyle '} (штрих) используется, чтобы указать гамма-коррекцию.
Кроме того, понятие хрома/цветность у видеоинженеров отличается от цветности в колориметрии. Хрома/цветность в видеоинженерной практике формируется из весовых трехцветных нелинейных компонентов. Термины «цветность» и «насыщенность» часто используются как синонимы для обозначения цветности.

## Видеоформаты
Следующая таблица показывает характеристики большинства видеоформатов и типов применяемой субдискретизации цветоразностных компонент, а также другие связанные с ними параметры, такие как скорость передачи данных и степень сжатия.
| Формат                                | Разработчик                             | Субдискретизация                      | Глубина цвета                         | Скорость потока данных, Мбит/с        | Тип компрессии                        | Степень сжатия                        | Разрешение, пикс.                     |
| Телевидение стандартной чёткости (SD) | Телевидение стандартной чёткости (SD)   | Телевидение стандартной чёткости (SD) | Телевидение стандартной чёткости (SD) | Телевидение стандартной чёткости (SD) | Телевидение стандартной чёткости (SD) | Телевидение стандартной чёткости (SD) | Телевидение стандартной чёткости (SD) |
| ------------------------------------- | --------------------------------------- | ------------------------------------- | ------------------------------------- | ------------------------------------- | ------------------------------------- | ------------------------------------- | ------------------------------------- |
| DV/MiniDV                             | Sony, Panasonic, Philips, Hitachi и JVC | 4:2:0 (PAL) 4:1:1 (NTSC)              | 8 бит                                 | 25                                    | ДКП                                   | 5:1                                   | 720×576 (PAL) 720×480 (NTSC)          |
| DVCPRO 25                             | Panasonic                               | 4:1:1                                 | 8 бит                                 | 25                                    | ДКП                                   | 5:1                                   | 720×576 (PAL) 720×480 (NTSC)          |
| DVCPRO 50                             | Panasonic                               | 4:2:2                                 | 8 бит                                 | 50                                    | ДКП                                   | 3,3:1                                 | 720×576 (PAL) 720×480 (NTSC)          |
| DVCAM                                 | Sony                                    | 4:2:0 (PAL) 4:1:1 (NTSC)              | 8 бит                                 | 25                                    | ДКП                                   | 5:1                                   | 720×576 (PAL) 720×480 (NTSC)          |
| Digital Betacam                       | Sony                                    | 4:2:2                                 | 10 бит                                | 90                                    | ДКП                                   | 2,3:1                                 | 720×576 (PAL) 720×480 (NTSC)          |
| Betacam SX                            | Sony                                    | 4:2:2                                 | 10 бит                                | 18/170                                | MPEG-2                                | 10:1                                  | 720×576 (PAL) 720×480 (NTSC)          |
| MPEG IMX                              | Sony                                    | 4:2:2                                 | 8 бит                                 | 30 40 50                              | MPEG-2                                | 6:1 4:1 3,3:1                         | 720×576 (PAL) 720×480 (NTSC)          |
| XDCAM                                 | Sony                                    | 4:2:0/4:1:1 4:2:2                     | 8 бит                                 | 30 40 50                              | ДКП MPEG-2                            | 6:1 4:1 3,3:1                         | 720×576 (PAL) 720×480 (NTSC)          |
| Телевидение высокой чёткости (HD)     |                                         |                                       |                                       |                                       |                                       |                                       |                                       |
| DVCPRO 100                            | Panasonic                               | 4:2:2                                 | 8 бит                                 | 100                                   | ДКП                                   | 6,7:1                                 | 1440×1080 960×720                     |
| HDCAM                                 | Sony                                    | 3:1:1                                 | 8 бит                                 | 144                                   | MPEG-4                                | 4:1                                   | 1440×1080                             |
| HDCAM SR                              | Sony                                    | 4:2:2 4:4:4                           | 10 бит                                | 440 880                               | MPEG-4                                | 4,2:1 2,7:1                           | 1920×1080                             |
| HDV                                   | Sony, JVC, Canon                        | 4:2:0                                 | 8 бит                                 | 19/25                                 | MPEG-2                                | 18:1                                  | 1440×1080 1920×1080 1280×720          |
| AVCHD                                 | Panasonic, Sony                         | 4:2:0                                 | 8 бит                                 | 18/24                                 | H.264/MPEG-4                          |                                       | 1440×1080 1920×1080 1280×720          |
| XDCAM HD                              | Sony                                    | 4:2:0                                 | 8 бит                                 | 18/50                                 | MPEG-2                                |                                       | 1440×1080 1280×720                    |